# Marty
Marty (bra: Marty) é um filme estadunidense de 1955, do gênero drama, dirigido por Delbert Mann e com roteiro de Paddy Chayefsky baseado em história sua.

## Sinopse
Marty Piletti é um açougueiro ítalo-americano, tímido e solitário, e que vive no Bronx em Nova Iorque. Ele acredita que nunca nenhuma mulher se interessará por ele mas, por insistência de sua mãe, ele sai uma noite para dançar e conhece uma professora, que se sente tão rejeitada quanto ele. A insegurança dos dois, porém, é um entrave que pode prejudicar a relação deles.

## Elenco
- Ernest Borgnine ....Marty Piletti
- Betsy Blair .... Clara Snyder
- Esther Minciotti .... sra. Piletti
- Augusta Ciolli .... tia Catherine
- Joe Mantell .... Angie
- Karen Steele .... Virginia
- Jerry Paris .... Tommy
- James Bell .... sr. Snyder
- Marvin Bryan .... Herbie
- Charles Cane .... Lou

## Principais prêmios e indicações
Oscar 1956 (EUA)

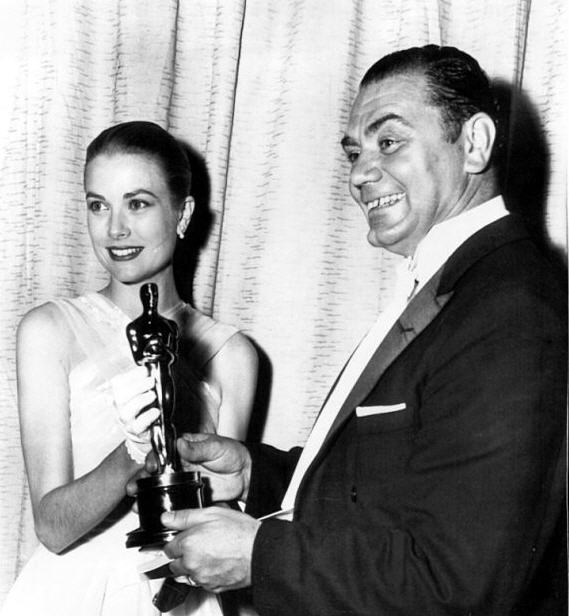
Ernest Borgnine recebe o Óscar de Grace Kelly

- Venceu nas categorias de melhor filme, melhor diretor, melhor ator (Ernest Borgnine) e melhor roteiro.
- Indicado nas categorias de melhor ator coadjuvante (Joe Mantell), melhor atriz coadjuvante (Betsy Blair), melhor direção de arte - preto e branco e melhor fotografia - preto e branco.

Globo de Ouro 1956 (EUA)
- Venceu na categoria de melhor ator - drama (Ernest Borgnine).

BAFTA 1956 (Reino Unido)
- Venceu nas categorias de melhor ator estrangeiro (Ernest Borgnine) e melhor atriz estrangeira (Betsy Blair).
- Indicado na categoria de melhor filme.

Prêmio Bodil 1956 (Dinamarca)
- Venceu na categoria de melhor filme americano.

Festival de Cannes 1955 (França)
- Ganhou a Palma de Ouro e o Prêmio OCIC.

Prêmio NYFCC 1955 (New York Film Critics Circle Awards, EUA)
- Venceu nas categorias de melhor filme e melhor ator (Ernest Borgnine).